# Rio Cucuieţi (Tazlău)
O Rio Cucuieţi é um rio da Romênia, afluente do Tazlăul Mare, localizado no distrito de Bacău.